# Weßling
Weßling ou Wessling é um município da Alemanha, no distrito de Starnberg, na região administrativa de Oberbayern, estado de Baviera.